# チャールズ・シャイア
チャールズ・シャイア（Charles Shyer、1941年10月11日 - 2024年12月27日）は、アメリカ合衆国カリフォルニア州ロサンゼルス出身の映画監督、脚本家。

## 生涯
父親のメルヴィル・シャイアはD・W・グリフィスと共に働いた映画人であった。
UCLAを卒業後、助監督からキャリアをスタートさせる。1980年に結婚したナンシー・マイヤーズと映画製作に携わっていたが、後に離婚した。
マイヤーズとの娘ハリー・マイヤーズ＝シャイアは、2017年に『ホーム・アゲイン』で、監督・脚本を担当した。
2024年12月27日に死去。83歳没。

## 主な作品

### 監督
- ペーパー・ファミリー Irreconcilable Differences (1984)
- 赤ちゃんはトップレディがお好き Baby Boom (1987)
- 花嫁のパパ Father of the Bride (1991)
- アイ・ラブ・トラブル I Love Trouble (1994)
- 花嫁のパパ2 Father of the Bride Part II (1995)
- マリー・アントワネットの首飾り The Affair of the Necklace (2001)
- アルフィー Alfie (2004)

### 脚本
- トランザム7000 Smokey and the Bandit (1977)
- ゴーイング・サウス Goin' South (1978)
- プライベート・ベンジャミン Private Benjamin (1980)
- モンテカルロ殺人事件 Once Upon a Crime... (1992)
- ファミリー・ゲーム/双子の天使 The Parent Trap (1998)